# Le Suicide (nouvelle)
Pour les articles homonymes, voir Suicide (homonymie).
Le Suicide est une nouvelle uchronique écrite par Claude-François Cheinisse, qui évoque pour l'Europe les conséquences d'une absence de Première Guerre mondiale.

## Publications
La nouvelle est parue en mai 1958 dans le magazine Satellite.
Sa publication la plus récente en langue française remonte à sa parution dans le recueil de nouvelles Les Mondes francs (1988).

## Résumé
La nouvelle raconte l'Histoire, la vraie Histoire qui s'est déroulée. Ni en 1914, ni en 1915, ni dans les années suivantes, il n'y eut de guerre mondiale. Le monde a connu la vraie Guerre mondiale à partir de 1922, et ce fut épouvantable.
Très rapidement, les dimensions du conflit ont fait exploser toutes les idées que l'on pouvait avoir de la guerre : les Français ont attaqué avec des chars d'assaut, prenant plusieurs villes allemandes importantes ; les Allemands ont riposté avec des gaz de combat ultra-puissants qui ont stoppé net l'avance des Français, mais tuant des millions de civils Allemands ou Français.
La guerre s'est ensuite enlisée, provoquant des millions de morts puis des dizaines de millions de morts.
À la fin des années 1920, les physiciens et savants atomistes ont créé des armes de destruction massive : Ernest Rutherford pour les Britanniques et Albert Einstein pour les Allemands ont créé les bombes atomiques qui ont décimé l'Europe et le reste de la planète au début des années 1930.
Un professeur autrichien se dit que la civilisation occidentale, mais aussi l'espèce humaine, court à sa perte : elle se suicide depuis 10 ans. Comment empêcher cela ? Il travaille depuis plusieurs années avec Werner Heisenberg sur le « Projet de la dernière chance ». Il s'agit d'un programme visant à agir sur le passé et influencer un homme d'agir de telle ou telle manière, afin qu'il change le cours de l'histoire. Qui choisir ? À quelle date intervenir ?
D'abord, la date à choisir. Les gaz de combats ont été créés dès 1915, et les chars d'assaut ont été testés en 1916 ; le projet Rutherford date de 1919. Il faut donc intervenir avant ces dates. L'année 1914 paraît être un bon compromis, d'autant plus que les armées françaises et britanniques sont en plein rattrapage de leur retard face aux empires centraux. Où intervenir et quelle occasion choisir ? Le professeur choisit de faire intervenir un activiste nationaliste serbe inconnu, Gavrilo Prinzip, et de le faire assassiner l'héritier du trône d'Autriche-Hongrie.
Certes une guerre s'ensuivra, mais quels que soient ses « coûts » en termes de soldats tués et mutilés, elle sera toujours moins grave et éprouvante que la guerre totale actuelle.
La nouvelle se termine par l'extrait d'un article de journal qui avait déjà été cité en début de récit. La première version indiquait qu'en août 1914, l'Archiduc François-Ferdinand avait fait un voyage à Sarajevo qui s'était déroulé sans incident. Le second extrait en fin de nouvelle fait état de son assassinat et de la guerre qui s'annonce…